# Platysenta luxuriosa
Platysenta luxuriosa är en fjärilsart som beskrevs av Dyar 1926. Platysenta luxuriosa ingår i släktet Platysenta och familjen nattflyn. Inga underarter finns listade i Catalogue of Life.